# 기타하마역 (오사카부)
기타하마역(일본어: 北浜駅, きたはまえき)은 일본 오사카부 오사카시 주오구에 있는 게이한 전기철도와 오사카 시영 지하철의 역이다. 역 번호는 게이한이 KH02, 오사카 시영 지하철이 K14이다.

## 역사
- 1963년 4월 16일: 게이한 철도 영업 개시.
- 1969년 12월 6일: 사카이스지선 영업 개시, 환승역이 됨.
- 1985년 4월: 게이한 전철 승강장 8량으로 확대.
- 1993년 6월 1일: 기타하마역 개량 공사 준공.

## 역 구조

### 게이한 전기 철도
섬식 승강장 1면 2선의 지하역이다.

#### 승강장
| 번호 | 노선          | 방향 | 행선                                          |
| ---- | ------------- | ---- | --------------------------------------------- |
| 1    | ■ 게이한 본선 | 상행 | 히라카타시・주쇼지마・산조・데마치야나기 방면 |
| 2    | ■ 게이한 본선 | 하행 | 요도야바시 행                                 |

### 오사카 시영 지하철
섬식 승강장 1면 2선의 지하역이다.
개찰구와 대합실은 지하 2층, 승강장은 지하 3층에 있다. 개찰구는 게이한 기타하마 역 근처의 북쪽 개찰구와 옛 미쓰코시 오사카점 근처의 남쪽으로 개찰구는 2곳이 있다.

#### 승강장
| 승강장 | 노선          | 행선                                                      |
| ------ | ------------- | --------------------------------------------------------- |
| 1      | 사카이스지 선 | 사카이스지혼마치・닛폰바시・덴가차야 방면                 |
| 2      | 사카이스지 선 | 덴진바시스지 6초메・기타센리・다카쓰키시・가와라마치 방면 |

## 역 주변
- 난바바시
- 나카노시마 공원
  - 오사카 시립 동양 도자 미술관
- 게이한 나카노시마 선 나니와바시 역
- 기타하마 우체국
- 오사카 후지미초 우체국
- 오사카 시 신용금고
- 오사카 회의 개최지
- 오사카 증권거래소
- The Kitahama
- 자유민주당 오사카 부 지부 연합회

## 인접역
| 게이한 전기철도 ■ 게이한 본선              | 게이한 전기철도 ■ 게이한 본선 | 게이한 전기철도 ■ 게이한 본선      |
| ------------------------------------------ | ----------------------------- | ---------------------------------- |
| KH01 요도야바시 요도야바시 방면            | 전 열차                       | 덴마바시 KH03 데마치야나기 방면    |
| ■ 오사카 메트로 사카이스지선               |                               |                                    |
| K13 미나미모리마치 덴진바시스지 6초메 방면 | ■ 준급 ■ 보통                 | 사카이스지혼마치 K15 덴가차야 방면 |